# ضبعان (يريم)

تعديل مصدري - تعديل

ضبعان محلة تابعة لقرية قطن، التابعة لعزلة بني مسلم بمديرية يريم إحدى مديريات محافظة إب في الجمهورية اليمنية.، بلغ تعداد سكانها 30 حسب تعداد اليمن لعام 2004.